# Guadua tagoara
Guadua tagoara är en gräsart som först beskrevs av Christian Gottfried Daniel Nees von Esenbeck, och fick sitt nu gällande namn av Carl Sigismund Kunth. Guadua tagoara ingår i släktet Guadua och familjen gräs. Inga underarter finns listade i Catalogue of Life.